# Pečarovci
Pečarovci (madžarsko Szentsebestyén, prekmursko nekoč Püčarovci, Imre Augustič piše kot Pečörovci, nemško Sankt Sebastian) so vas v Občini Puconci na začetku Goričkega. Znani so predvsem po lončarstvu, ki je postalo znano po celi Sloveniji, pa tudi izven nje. Po lončarjih oz. pečarji je vas tudi dobila ime.
V vasi sta dve cerkvi in sicer rimokatoliška in evangeličanska. Tudi prebivalstvo je razdeljeno približno na polovico med obe veroizpovedi, vendar pa je ni bilo nikoli zaznati kakšnih verskih nesoglasij. Že od daleč pa je najbolj viden radijski in televizijski oddajnik, ki je v zadnjem času temelj raznih debat o tem ali ga odseliti na drugo mesto ali ne.
V Pečarovcih se je rodil Janoš Hül, dekan Slovenske okrogline.

## Prireditve
Najbolj obiskani prireditvi v Pečarovcih sta tim. »Topla prouška« in pa tekmovanje v smučarskih skokih. 
Topla prouška je tradicionalno prvi sejem ob pomurskih cerkvah, in je vedno privabljal staro in mlado od blizu in daleč. Vsako leto se v Pečarovcih pri Sebeščanu dva tedna po veliki noči odvija »topla prouška« – sejemska prireditev z dolgoletno tradicijo, posvečena obletnici posvetitve zvonov v cerkvi pri Svetem Sebeščanu. 
Smučarski skoki pa so prav tako zelo obiskana prireditev, ki jo tamkajšnje turistično in športno društvo organizira vsako leto že od leta 1979, če to le omogočajo vremenske razmere.
Od leta 2007 organizira turistično kulturno in športno društvo zelo odmeven festival skečev imenovan Prefrigani Zgrebaš, kje se predstavljajo amaterske gledališke skupine s kratkmi šaljivimi igrami.